# Colobium

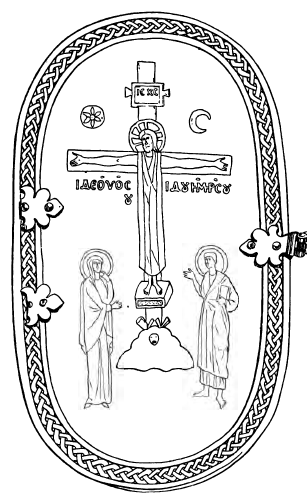
Christus gekleidet in ein Colobium. Darstellung auf einem Gegenstand aus der Kapelle Sancta Sanctorum in Rom.

Colobium (lat., griechisch κολόβιον) bezeichnet eine ärmellose oder mit kurzen Ärmeln versehene lange Tunika der spätantiken Kleidung.
In frühchristlichen Darstellungen trägt der gekreuzigte Jesus oftmals ein solches Gewand.